# Pejhaj
Pejhaj (egyszerűsített kínai írással: 北海, pinjin: Běihǎi) prefektúra szintű város Kínában, Kuanghszi-Csuang Autonóm Terület tartományban. Lakosainak száma 1 853 227 fő (2020).

## Népesség
| 2018 | 1 680 000 |
| 2020 | 1 853 227 |

## Testvérvárosok
- Tulsa